# The Ruling Passion
The Ruling Passion er en amerikansk stumfilm fra 1916 af James C. McKay.

## Medvirkende
- William E. Shay som Ram Singh.
- Claire Whitney som Claire Sherlock.
- Harry Burkhardt som Harvey Walcott.
- Edward Boring som Ramlaal.
- Thelma Parker som Nadia.